# 愛国心はならず者の最後の逃げ場
愛国心はならず者の最後の逃げ場（あいこくしんはならずもののさいごのにげば、Patriotism is the last refuge of the scoundrel.）は、王党派でトーリー党支持者であるサミュエル・ジョンソンによる「愛国者」(反英国派、反トーリー党派)への批判。「愛国心が無い」と王党派政党トーリー党を批判をしていたジャーナリストジョン・ウィルクス（ホイッグ党）、1781年にアメリカ独立を「愛国心」を理由に認めたノース内閣(トーリー党)、ジョージ・ワシントンら対英アメリカ独立運動側らなどを批判した際に用いられた言葉。

## 概要
この言葉は1775年4月7日の夕方にジョンソンが述べたものである。日本で広く信じられている解釈とは異なり、この言葉は愛国主義一般に関するものではない。スコットランド出身の愛国(愛英国)的な政治家第3代ビュート伯爵ジョン・ステュアート（スコットランド系英国人）とその支持者という「王党派であるもイングランド系ではない愛国者」らに対して、その出自につけこもうとする反トーリー党の者（政敵）たちが「愛国主義」という言葉をトーリー党批判に乱用していたことが背景にある。その中でも特にビュート伯爵へ敵対し、「愛国」をかかげていたジョン・ウィルクス（反スコットランド閥の自由主義者、王権制限派政党ホイッグ党議員・ジャーナリスト）に対して、ジョンソンは非常に批判的であった。ジョンソンは、ウィルクスら「自称愛国者」一般に対して批判的だったが、ビュート伯爵ら「真の」愛国主義と自らが考えるものについては評価していた。愛国主義に真贋を定める発想は前年1774年から既に見られ、この時ジョンソンは「アメリカに対する権利侵害などという馬鹿げた主張を正当化する者は愛国者ではない。（中略）植民地は英国の保護のもとで安定し、英国の憲章によって統治され、そして英国の武力によって防衛されてきたのだ」と語り、ジョージ・ワシントン率いる対英アメリカ独立運動家を似非愛国者として痛烈に批判している。
当時の英国では王族や貴族は「高貴な者の義務（ノーブレス・オブリージュ）」をかなぐり捨てて、私的利益ばかりを追求する者が見られるようになっていた。このような王族や貴族のことを批判して、既存の身分的秩序を破ろうとしていた「急進的な愛国者」がいた。それらに対して王党派政党トーリー党支持者であったサミュエル・ジョンソンが吐いた不満の言葉が「愛国心はならず者の最後の逃げ場」であった。

### ジョンソン以外による主張・解釈
現代言語研究会は、愛国心というものを、うっかりすると専制国家や独裁主義につながる危険性があるためにあまり高く評価されていないものであるとしている。愛国者というのは偏狭で単純な人間であると見られているものである。暴力を用いていようとも、それが愛国心からであると言われてしまえば、国民は黙ってしまうということもあるという意味だと主張している。
アンブローズ・ビアスは、愛国心はならず者の最初の逃げ場と主張している。
鈴木邦男は「愛国心はならず者の最後の逃げ場」というのは、愛国心を持っている人の全てをならず者と言っているわけではなく、「立派な愛国者もいることから、愛国心というのは時として悪用されることもあるため、その危険性を説いている」と主張している。愛国者になるためには資格も試験も無く愛国者と名乗るだけでなれる。かつてはやくざが愛国者であったのだが法律や条令によってやくざは追い詰められ右翼団体を作ることもできなくなった。これに代わってネトウヨと呼ばれるネット右翼が増えており、このネット右翼こそが愛国心はならず者の最後の逃げ場に当てはまるとする。このネット右翼というのは一人ひとりは普通の個人であるものの、それが愛国心でまとまると何でもできると思い暴走して、マスコミでも紹介できないような差別的発言を撒き散らすようになっているとしている。
鈴木邦男は韓国のことも「愛国心はならず者の最後の逃げ場」が当てはまると批判する。韓国の大統領は自信があるときには未来志向で日本に対しては謝罪や反省を求めないと言明していようとも、政治がうまく行かなくなり、大統領の基盤がガタガタになれば、愛国パフォーマンスという博打をしているとする。大統領自身が竹島に上陸したり、天皇に謝罪を要求するなどをしていることである。これに対しては韓国国内ではパフォーマンスや賭けだと冷静に見ている人もいるだろうが、このことによって大統領の支持率は一気に上がっているとのこと。鈴木はこの事実を恐ろしいとして、まさに愛国心はならず者の最後の逃げ場であるとしている。
橘川俊忠は安倍晋三のことを愛国心はならず者の最後の逃げ場と批判する。安倍は高市早苗を使うことで国民や国家という右派のシンボルを最大限に利用してきた。だが安倍は誤った単一民族説（ただし、OECD基準では日本は単一民族国家）を払拭することもできず、曖昧な民族や国家観念によって国家統合を図ろうとしていることし、愛国心はならず者の最後の逃げ場であると主張した。 